# Palazzolo dello Stella
Palazzolo dello Stella es una localidad y comune italiana de la provincia de Udine, región de Friuli-Venecia Julia, con 3.045 habitantes.

## Evolución demográfica
| Gráfica de evolución demográfica de Palazzolo dello Stella entre 1861 y 2001 |
|                                                                              |
| Fuente ISTAT - elaboración gráfica de Wikipedia                              |